# ラーイヤ・ビント・アル＝フセイン
ラーイヤ・ビント・アル＝フセイン（راية بنت الحسين、Raiyah bint Al Hussein、1986年2月9日 - ）は、ヨルダン王国の王女。

## 人物・来歴
1986年、ヨルダン国王フセイン1世・ビン・タラールとヌール・アル＝フセイン王妃の間に二女として生まれた。二人の間には他に、ハムザ・ビン・アル＝フセイン、ハーシム・ビン・フセイン、イーマーン・ビント・フセインらがいる。
日本文化や日本語に興味を持ち、2005年には学習院女子大学に4か月の短期留学をし、日本語と日本文化を勉強した。2007年から2008年には約1年間に渡り、立命館大学国際関係研究科に留学した経験を持つ。合気道、剣道も嗜む。
2011年1月から国際協力機構（JICA）東京本部でインターンシップを行っている。
2019年11月5日、ヨルダン王室はラーイヤ王女と、イギリス出身のジャーナリスト、ネッド・ドノヴァンの婚約を発表した。ドノヴァンは作家テッサ・ダールとビジネスマンのパトリック・ドノヴァンの子で、母方の祖父母は作家ロアルド・ダールと女優パトリシア・ニールである。
新型コロナウイルス感染症の流行のためヨルダン国内での挙式の計画をとりやめ、国王アブドゥッラー2世の許可を得て、2020年7月7日にラーイヤとドノヴァンはイギリスで挙式を行った。